# نی کوانگ
نی کوانگ (به انگلیسی: Ni Kuang) (٣٠ مه ١٩٣۵ - ٣ ژوئیهٔ ٢٠٢٢) رمان‌نویس و فیلم‌نامه‌نویس هنگ کنگی-آمریکایی بود.
از فیلم‌ها یا مجموعه‌های تلویزیونی که وی در آن‌ها نقش داشته‌است می‌توان به انتقام، شمشیر بی‌رحم، برادران تنی، شمشیرزن یک دست، لبه آب و خشم اژدها اشاره نمود.